# Joinville-le-Pont
Joinville-le-Pont è un comune francese di 20 413 abitanti situato nel dipartimento della Valle della Marna nella regione dell'Île-de-France.

## Società

### Evoluzione demografica
Abitanti censiti

## Amministrazione

### Gemellaggi
- Bergisch Gladbach, dal 1960
- Runnymede, dal 1960
- Batalha, dal 2007